# Nazionale maschile di calcio a 5 di Panama
La nazionale di calcio a 5 di Panama è, in senso generale, una qualsiasi delle selezioni nazionali di Calcio a 5 della Federación Panameña de Fútbol che rappresentano Panama nelle varie competizioni ufficiali o amichevoli riservate a squadre nazionali.
Questa squadra nazionale ha una storia molto giovane avendo iniziato l'attività ufficiale solo nella prima metà del 2000 con la partecipazione al CONCACAF Futsal Championship 2000 dove è giunta terza nel proprio girone di qualificazione alle semifinali, preceduta da Stati Uniti e Cuba. Dopo quattro anni, Panama è riuscita nell'impresa di eliminare Costa Rica e Haiti, e piazzarsi dietro agli Stati Uniti, guadagnando la prima storica semifinale di un campionato continentale.

## Risultati nelle competizioni internazionali

### Mondiali FIFUSA
- 1982 - Non presente
- 1985 - Non presente
- 1988 - Non presente

### FIFA Futsal World Championship
- 1989 - Non presente
- 1992 - Non presente
- 1996 - Non presente
- 2000 - Non presente
- 2004 - Non qualificata
- 2008 - Non qualificata
- 2012 - Ottavi di finale
- 2016 - Primo turno
- 2021 - Primo turno
- 2024 - Primo turno

### CONCACAF Futsal Tournament
- 1996 - Non presente
- 2000 - Non presente
- 2004 - Primo turno
- 2008 - Quarto posto
- 2012 - Terzo posto
- 2016 - Secondo posto
- 2021 - Quarto posto
- 2024 - Campione

## Rosa
Allenatore:  Agustin Campuzano
| N. | Pos. | Giocatore         | Data nascita (età)          | Pres. | Reti | Squadra     |
| -- | ---- | ----------------- | --------------------------- | ----- | ---- | ----------- |
| 1  | P    | Valencio Parks    | 28 marzo 1987 (25 anni)     |       |      | Curundu     |
| 2  | D    | Miguel Bello      | 18 settembre 1981 (31 anni) |       |      | Perejil     |
| 3  | I    | Oscar Hinks       | 20 settembre 1985 (27 anni) |       |      | San Martin  |
| 4  | D    | Augusto Harrison  | 13 dicembre 1976 (35 anni)  |       |      | San Martin  |
| 5  | I    | Fernando Mena     | 8 agosto 1990 (22 anni)     |       |      | Perejil     |
| 6  | D    | Edgar Rivas       | 21 aprile 1989 (23 anni)    |       |      | Santa Marta |
| 7  | I    | Claudio Goodridge | 2 gennaio 1990 (22 anni)    |       |      | Santa Marta |
| 8  | I    | Carlos Perez      | 29 agosto 1986 (26 anni)    |       |      | Perejil     |
| 9  | PV   | Miguel Lasso      | 3 dicembre 1985 (26 anni)   |       |      | Chorrillo   |
| 10 | I    | Alquis Alvarado   | 13 gennaio 1986 (26 anni)   |       |      | San Martin  |
| 11 | PV   | Apolinar Galvez   | 14 novembre 1976 (35 anni)  |       |      | Samaria     |
| 12 | P    | Jaime Londono     | 18 gennaio 1991 (21 anni)   |       |      | Suntracs    |
| 13 | I    | Michael De Leon   | 1º marzo 1989 (23 anni)     |       |      | San Martin  |
| 14 | PV   | Enrique Valdes    | 19 agosto 1982 (30 anni)    |       |      | La Turin    |